# Gmina Medveđa
Gmina Medveđa (serb. Opština Medveđa / Општина Медвеђа) – gmina w Serbii, w okręgu jablanickim. W 2018 roku liczyła 6590 mieszkańców.